# Ichneumon dionymus
Ichneumon dionymus là một loài tò vò trong họ Ichneumonidae.